# Joseph de Margarit de Biure
Pour les articles homonymes, voir Margarit.
Joseph de Margarit de Biure (10 février 1602 – 17 juillet 1685), marquis d'Aguilar, est un général catalan au service de la France, il fut nommé gouverneur de Catalogne par Louis XIII en 1641. On lui doit notamment le maintien de Barcelone sous l'influence française jusqu'en 1652.

## Biographie

### Enfance
Joseph de Margarit-Biure est né à Castellon d'Ampurias, le 10 février 1602. Son père, Philippe de Margarit, était seigneur du lieu et sa mère, Béatrice de Biure, appartenait à la famille des barons de Vallespinosa, fief situé dans les environs de Tarragone.
À la suite d'un long procès entre les familles de Biure et Margarit, Joseph passa sa jeunesse dans les propriétés du domaine maternel.
Son frère cadet Vincent devint évêque.

### Soulèvement catalan
Il était âgé de trente-huit ans, lorsqu'éclata le soulèvement de la Catalogne contre Philippe IV. Joseph de Margarit, reçut l'ordre de la députation des États catalans de harceler l'armée envoyée par Madrid contre Barcelone : le but était de retarder sa marche afin de donner le temps aux révoltés catalans de lever des troupes et de pourvoir à la sûreté de la ville. Il réussit parfaitement cette mission pourtant très difficile.
Après le siège de Tarragone, il fut envoyé auprès de Louis XIII, pour le supplier d'établir un vice-roi en Catalogne et pour le convaincre de la nécessité d'assiéger Perpignan. Joseph de Margarit eut de fréquentes entrevues avec le cardinal Mazarin, dans le château de Rueil. Margarit s'engagea à donner les membres de sa famille en otage comme témoignage de fidélité envers le roi de France, convaincant Mazarin d'intervenir en faveur de la cause catalane.
Dès lors, Joseph de Margarit obtint tout ce qu'il sollicita de Louis XIII, le roi vint même en personne attaquer la capitale du Roussillon et nomma Margarit gouverneur. Il empêcha notamment le marquis de Pobar de porter secours à la ville de Perpignan, et fut promu maréchal de camp en 1642, il reprit possession de la vallée d'Aran au cours de l'hiver 1643. Il commanda la défense de Barcelone et maintint la ville sous domination française, malgré les défaites d'Harcourt et de Condé.
Ce fut lui qui se chargea, en 1650, d'arrêter Marchin, devenu suspect aux yeux de Mazarin, et de le conduire à Perpignan. Sa fermeté ainsi que les nombreux sacrifices personnels qu'il ne cessait de faire à la cause française lui valurent, en 1651, le grade de lieutenant-général. Cependant, dès cette époque, tout espoir d'occuper plus longtemps la Catalogne était perdu pour la France. Privé de secours et réduit à une garnison déjà affaiblie par de perpétuels combats, Margarit n'hésita pas à défendre Barcelone jusqu'à la dernière extrémité. Cinquante mille catalans avaient succombé à diverses maladies : la ville n'avait plus de troupes. Margarit, qui avait vu périr autour de lui quarante de ses domestiques, s'attacha à retarder la soumission de Barcelone.
Il renforça tous les postes, et se prépara, avec le comte d'Ille, à une résistance opiniâtre. La flotte espagnole mis en place un blocus sur le port ; tandis que l'armée envoyée par Madrid cernait la ville. Aucun secours n'était possible. Malgré tout, Margarit repoussa les sommations des Espagnols ainsi que leurs nombreuses attaques. Quinze mois s'écoulèrent et durant ce long intervalle Margarit multipliait les interventions : hors des murs, pour commander les sorties, sur les remparts, pour les défendre, dans les hôpitaux, pour y secourir les blessés.
Finalement, la résistance devint impossible. Les barcelonais menèrent une sédition pour livrer la ville aux Espagnols qui assuraient leur pardon à tous, excepté à Margarit. Ce dernier, qui jugea qu'il avait fait tout ce qui lui était possible pour défendre les intérêts du roi de France, fuit la ville par la mer, il traversa la flotte espagnole dans une petite embarcation et arriva sain et sauf à Perpignan. Près de 20 000 Espagnols avaient perdu la vie aux pieds des murs de Barcelone, pour son dévouement, Louis XIV érigea sa terre d'Aguilar en marquisat.

### Fidèle au roi de France
Margarit avait tout perdu : son immense fortune fut confisquée et ses vastes propriétés en Espagne furent incendiées. Sa tête fut mise à prix. Margarit obtint, le 18 juin 1653, les biens de Thomas de Banyuls, d'Antoine de Genères et du vicomte d'Evol. Le 8 novembre 1653, il reçut concession de rentes sur les domaines de Gabriel et Emmanuel de Llupia. Par une lettre datée du 26 janvier 1658, le roi de France le nomma vice-roi et lieutenant-général de Catalogne, en remplacement du duc de Candale. Il a essayé à diverses occasions d'envahir la Catalogne jusqu'à la signature de la paix de 1659 : le traité des Pyrénées lui rendit une partie de sa fortune.
Dans le cours du mois de juillet 1667, des lettres patentes de Louis XIV lui concédèrent la jouissance des villes de Thuir et de Toluges pour lui et ses enfants mâles. Mais en avril 1669, de nouvelles instructions royales ordonnèrent que ces deux villes feraient retour au domaine royal. Le marquis d'Aguilar reçut en dédommagement la baronnie de Brens, en Languedoc, avec la métairie de la Grange. Il mourut en 1685.
Lorsque Philippe V monta sur le trône d'Espagne, la famille de Margarit recouvra toutes les possessions.

### Mariage et enfants
Du mariage qu'il avait contracté avec sa cousine Marie de Biure, Joseph de Margarit eut sept enfants :
- Hyacinthe, qui mourut à onze ans ;
- Gaspard, né en 1631, colonel de cavalerie, il combattait aux côtés de son père et mourut à Perpignan en 1656 ;
- Jean, son héritier ;
- Joseph, qui devint abbé de Saint-Martin du Canigou en 1692 et le restera jusqu'en 1698 ;
- Jacques, qui épousa une demoiselle Castello, sans postérité ;
- Raphaëlle, qui se maria avec Galcerand de Cruilles, comte de Montagu ;
- Béatrice, qui se maria avec Jean-François de Gléon, vicomte de Durban.